# Jaboticaba
La jaboticaba (Plinia cauliflora) és una espècie d'arbre natiu de Bolívia, Brasil i Paraguai que pertany a la família de les mirtàcies.

## Origen i distribució
És una planta nativa de la Mata atlàntica, a Brasil, però es troba també al Paraguai on es coneix amb el nom guaraní de Yva Puru o Yva Hu. També hi ha exemplars natius a Bolívia, on la seva distribució natural correspon al departament de Santa Cruz, en àrees seques o sub-húmedes a baix dels 1.700 msnm. Dintre de Bolívia, va ser reportat científicament en les províncies Andrés Ibáñez, Florida, Chiquitos i Cordillera.
Tot i que la seva distribució sobrepassa les fronteres brasileres, en aquest país existeix el costum d'anomenar jabuticaba a aquelles coses endèmiques o típiques.

## Descripció
La jaboticaba és un petit arbre d'aspecte tortuós, densament raïmificat, d'escorça llisa que es desprèn. Creix generalment sota l'ombra d'arbres més grans. Els seus fruits produeixen la impressió d'estar enganxats a la tija i es concentren en el tronc principal i a les branques gruixudes. Són morats al principi i negres al madurar.